# Amaroria soulameoides
Amaroria soulameoides là một loài thực vật có hoa trong họ Thanh thất (Simaroubaceae). Loài này được Asa Gray mô tả khoa học đầu tiên năm 1854 và là loài duy nhất trong chi Amaroria.
Khu vực phân bố: Cây gỗ nhỏ trên quần đảo Fiji và một số đảo trên Thái Bình Dương.